# Дуго путовање кући
Дуго путовање кући је америчка ратна драма из 1940. коју је режирао Џон Форд.

## Улоге
| Глумац          | Улога                           |
| --------------- | ------------------------------- |
| Џон Вејн        | Оле Олсен                       |
| Томас Мичел     | Алоишус „Дриск“ Дрискол         |
| Ијан Хантер     | Смити Смит, алијас Томас Фенвик |
| Бари Фицџералд  | Корки                           |
| Вилфрид Лосон   | капетан                         |
| Џон Квејлен     | Аксел Свонсон                   |
| Милдред Натвик  | Фрида                           |
| Вард Бонд       | Јанк                            |
| Артур Шилдс     | Донкимен                        |
| Џо Сојер        | Дејвис                          |
| Џ. М. Кериган   | Ник                             |
| Рафаела Отијано | Бела                            |
| Кармен Моралес  |                                 |
| Џек Пеник       | Џони Бергман                    |
| Боб Пери        | Педи                            |